# バキバキ
「バキバキ」は、2017年5月24日にポニーキャニオンより発売されたベイビーレイズJAPAN13枚目のシングル。

## 概要
前作から約1年ぶりとなる2017年第1弾シングル。
当初の発売予定は4月26日であったが、5月10日になり、さらに5月24日にされ収録曲も変更された。

## 収録曲

### 初回生産限定盤A
CD
1. バキバキ
（作詞：永塚健登、作曲・編曲：堀江晶太）
2. よきよき
（作詞：永塚健登、作曲：AKIRASTAR、編曲：西川進）
3. 2years
（作詞、作曲、編曲：玉屋2060%(Wienners)）
4. バキバキ (Instrumental)
5. よきよき (Instrumental)
6. 2years (Instrumental)

Blu-ray
1. ベイビーレイズJAPAN ワンマンライブ2016 the Final「シンデレラたちのニッポンChu!Chu!Chu!」

～Ride On Emotional IDOROCK～ (2016.12.28 at 赤坂BLITZ)
1. ニッポンChu!Chu!Chu!
2. メドレー＜GET OVER NIGHT～マジックアワー～世界はチャチャチャ～勇気のうた～ベイビーステップ＞
3. ワハハ
4. 真夏のフィーバー
5. 勇者ボクの冒険
6. Ride On IDOROCK
7. 閃光Believer
8. 夜明けBrand New Days

～Pretty Little Baby Kiss～ (2016.12.29 at 赤坂BLITZ)
1. Baby Kiss
2. ひとめぼれ初恋もよう
3. ストレス
4. 涙の名前
5. 少しだけ
6. クリスマスがライバル
7. Pretty Little Baby
8. シンデレラじゃいられない

特典
1. <36Pスペシャルブックレット付き>
2. 2ショットチェキ撮影会参加券（2017年6月4日＠東京開催）
3. スペシャルプレゼント応募券（申込締切：2017年6月30日）

### 初回生産限定盤B
CD
1. バキバキ
2. よきよき
3. 2years
4. バキバキ (Instrumental)
5. よきよき (Instrumental)
6. 2years (Instrumental)

DVD
1. バキバキ Music Video
2. バキバキ Dance Ver.
3. バキバキ メイキング映像
4. “日比谷でクレイジーピクニック”写真集メイキング映像:

特典
1. 個別握手会参加券（2017年6月4日＠東京開催）
2. スペシャルプレゼント応募券（申込締切：2017年6月30日）

### 通常盤
CD
1. バキバキ
2. よきよき
3. バキバキ (Instrumental)
4. よきよき (Instrumental)